# Lac Mother Goose
Le Lac Mother Goose, en anglais Mother Goose Lake, est un lac des États-Unis situé en Alaska, en amont de la rivière King Salmon (Ugashik) et au nord-ouest du mont Chiginagak.

## Géographie
Il est entièrement inclus dans le refuge faunique national de la Péninsule d'Alaska. Il mesure 10,3 kilomètres de longueur et se trouve à 23 mètres d'altitude.